# Nicolas Brossette
Pour les articles homonymes, voir Brossette.
Nicolas Brossette est un scénariste et réalisateur français né le 7 août 1980.

## Biographie
Nicolas Brossette a commencé ses études supérieures en classe préparatoire Ciné-Sup, à Nantes. Il est diplômé du Master 2 Droit et Économie de la Communication audiovisuelle de l'Université Paris I Panthéon Sorbonne. En 2005, Xavier Delmas produit son court métrage Léoléa, puis Mascarade en 2007. Xavier Delmas s’associe à Jean-Louis Livi pour produire 10 jours en or, le premier long métrage de Nicolas.

## Filmographie

### Cinéma

#### Courts métrages
- 2005 : Léoléa
- 2007 : Mascarade

#### Longs métrages
- 2012 : 10 jours en or
- 2016 : Bus Thérapie (co-écriture, réalisation : Emmanuelle Millet)

### Télévision
- 2016 : L'emprise (8 × 52 min)